# فيرجينيا بارات
فيرجينيا بارات (بالإنجليزية: Virginia Barratt)‏ هي فنانة تشكيلية أسترالية، ولدت في 1959.